# Трійка (фільм, 1985)
«Трійка» — радянський художній телефільм 1985 року, знятий на Кіностудії ім. О. Довженка.

## Сюжет
Чотирнадцятирічний підліток Саша Гудков мріє стати хокеїстом. Капітан хокейної команди «Юність» Діма Штуковський переконує тренера взяти новачка в команду. Але не так просто стати справжнім гравцем, дійсним членом команди. Для початку Саші необхідно виправити «трійки», тому що тренер не допускає до гри хлопців, які погано вчаться в школі. Саші доводиться подолати багато труднощів на шляху до спортивних перемог.

## У ролях
- Володимир Лізунов — Саша Гудков
- Олександр Годинюк — Діма Штуковський, хокеїст «Юності»
- Геннадій Ющенко — Толя Михно, хокеїст «Юності»
- Аристарх Ліванов — Юрій Миколайович, тренер хокейної команди «Юність»
- Ксенія Філіппова — Юля, дочка Юрія Миколайовича
- Валентина Гришокіна — Зіна, тітка Саші Гудкова
- Борислав Брондуков — дядько Гриша, завгосп хокейної команди «Юність»
- Віктор Поліщук — дядько Вася
- Вадик Перетятко — Костик
- Борис Александров — епізод
- Володимир Костюк — епізод
- Маргарита Криницина — епізод
- Людмила Лобза — епізод
- Аліція Омельчук — епізод
- Олександр Пархоменко — епізод
- Борис Романов — епізод
- Юрій Рудченко — епізод
- Сергій Сібель — епізод
- Віктор Степаненко — епізод
- Олександр Федоринський — епізод

## Знімальна група
- Режисери — Володимир Крайнєв, Алім Федоринський
- Сценарист — Петро Корякін
- Оператор — Олег Маслов-Лисичкін
- Композитор — Олег Ківа
- Художник — Віталій Волинський